# Montreux
Montreux je město na jihozápadě Švýcarska, v okrese Riviera-Pays-d’Enhaut v kantonu Vaud. Jde o známé lázeňské středisko. Město leží na břehu Ženevského jezera, chráněné 2000 metrů vysokými horskými vrcholy. Díky klimatickým podmínkám a subtropické vegetaci na promenádě u jezera je Montreux turistickým střediskem s mezinárodním renomé, známým mimo jiné také jako místo konání Montreux Jazz Festivalu. Žije zde přibližně 26 tisíc obyvatel.

## Geografie

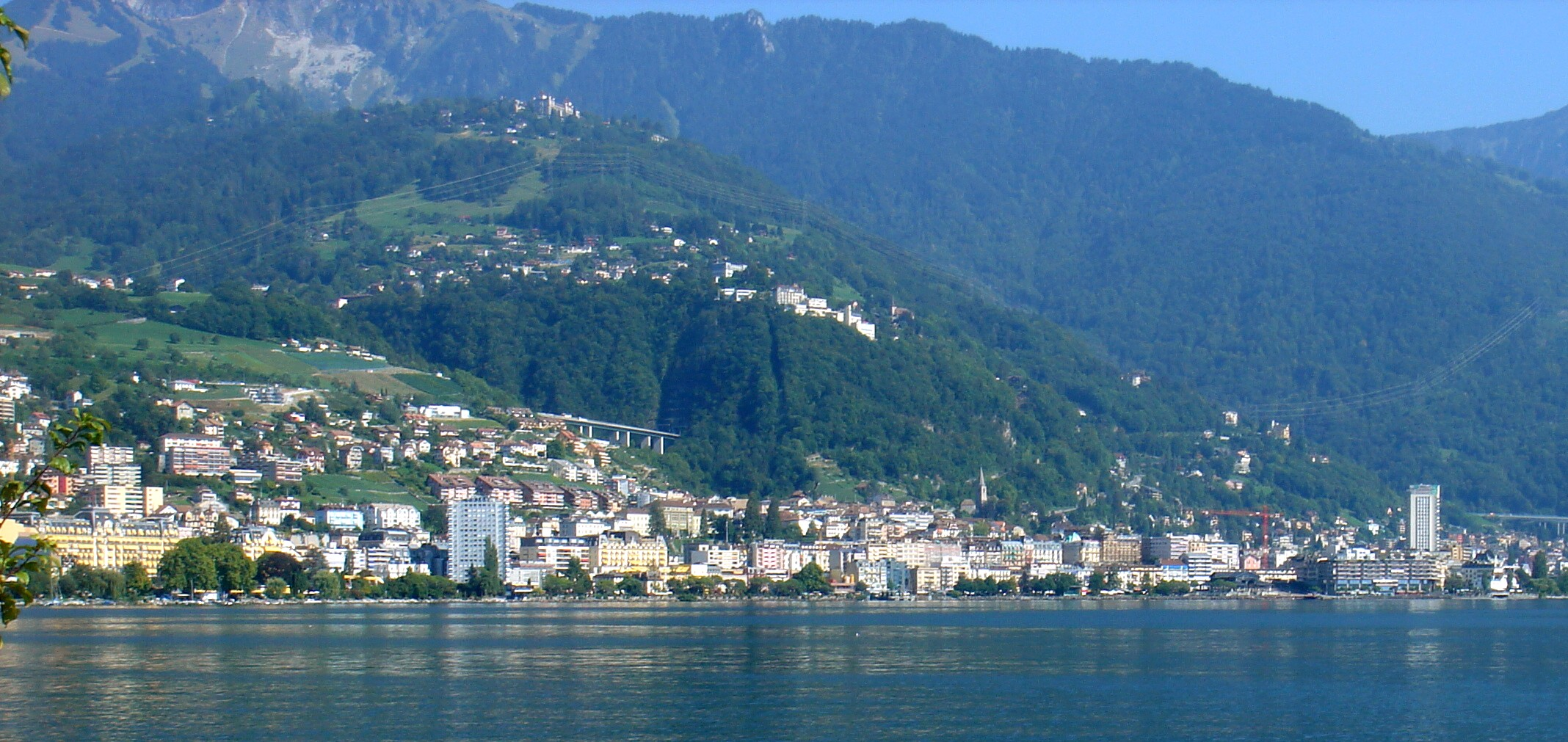
Montreux, pohled z francouzského břehu Ženevského jezera

Montreux leží v nadmořské výšce 390 metrů, vzdušnou čarou 24 km východojihozápadně od hlavního města kantonu, Lausanne. Město se rozkládá podél východního břehu Ženevského jezera od náplavového kužele říčky Baye de Montreux, která mírně vystupuje do jezera, až po sousední svahy Vaudské riviéry na úpatí Vaudských Alp. Jihozápadně od města se rozkládají Savojské Alpy, jihovýchodně Bernské Alpy.
Území obce o rozloze 33,4 km² zahrnuje část na východním břehu Ženevského jezera s délkou pobřeží přibližně 5,5 km. Břeh jezera je rozdělen dvěma náplavovými kužely Baye de Clarens a Baye de Montreux a zálivem mezi nimi. Celé pobřeží od Territet na jihovýchodě až po Clarens na severozápadě je zastavěno sídly. V severozápadní části obce u Clarens přiléhají k jezeru poměrně mírné svahy, jinak se terén za úzkým pruhem pobřeží rychle zvedá a na Cubly dosahuje nadmořské výšky 1188 m n. m. Na severozápadě obce se nacházejí osady, které se rozkládají na severovýchodním svahu.

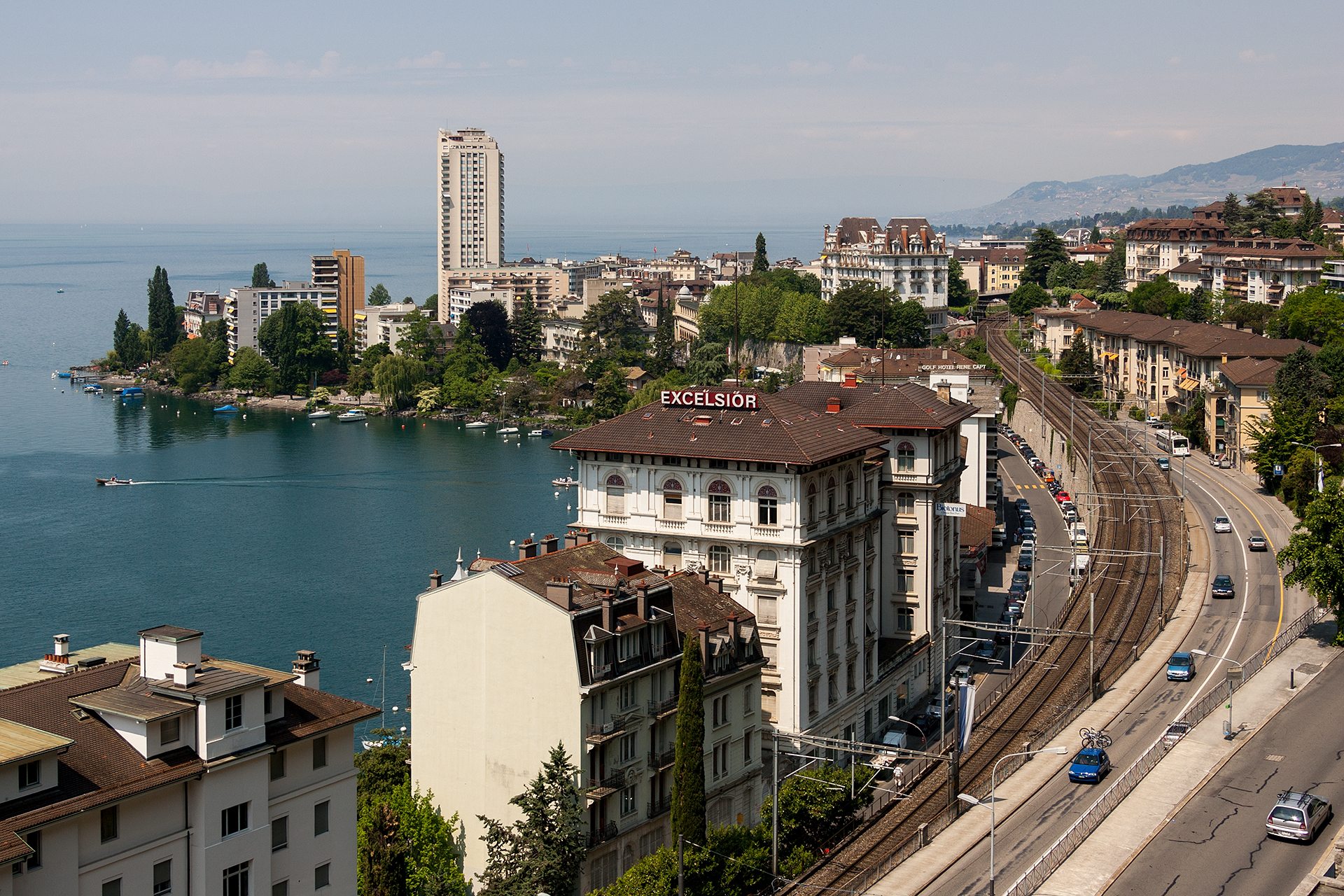
Poloostrov Montreux (v pozadí)

Východní, předalpská část území obce má velké rozdíly v reliéfu. Hory jsou odvodňovány údolími potoků Baye de Montreux a Baye de Clarens. Baye de Montreux protéká soutěskou Chauderon jen několik set metrů východně od centra města. Jeho údolí na severu lemují lesnaté výšiny Le Cubly a Les Avants. Na severu se nachází údolí řeky Baye de Clarens, jejíž střední část tvoří severní hranici městské části. U Chailly a Clarens leží hranice obce západně od Baye de Clarens až k Ženevskému jezeru v krátkém toku Ruisseau de la Maladaire. Na severovýchodě vede hranice obce přes pohoří Le Folly (1730 m n. m.) a Le Molard (1751 m n. m.) k mysu au Moine (1941 m n. m.). Jižně od údolí potoka Baye de Montreux patří k Montreux výšiny Glion a Caux, zatímco jižní hranice území obce vede podél potoka Veraye.
Na východě se území obce rozkládá na hřebeni vápencového pohoří Rochers de Naye. Kousek severně od vrcholu Rochers de Naye dosahuje Montreux svého nejvyššího bodu ve výšce 2025 metrů nad mořem. Na severu se nachází Dent de Jaman (1875 m n. m.), Corbe (1898 m n. m.) a Cape au Moine (1941 m n. m.), mezi nimiž se nachází průsmyk Col de Jaman (1512 m n. m.). Toto pohoří leží na rozvodí mezi povodím Rhôny a Rýna. Malá část obce zahrnuje Alp Jaman východně od stejnojmenného průsmyku, který již leží v povodí Hongrinu, přítoku Sány. V této oblasti se nacházelo horské jezero Lac de Jaman, které bylo na počátku 20. století zamulčováno.
V roce 1997 bylo 17 % rozlohy obce pokryto sídly, 49 % lesy a lesními porosty, 27 % zemědělstvím a asi 7 % neproduktivní půdou.
Sousedními obcemi jsou Blonay – Saint-Légier, Haut-Intyamon, La Tour-de-Peilz, Noville, Veytaux a Villeneuve.

## Historie

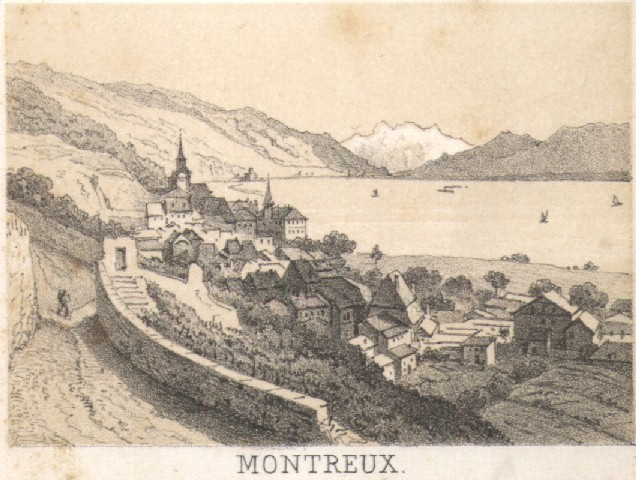
Montreux v roce 1890

Nejstarší stopy osídlení obce Montreux pocházejí z doby před přelomem tisíciletí. Pozůstatky sídliště z pozdní doby bronzové byly nalezeny u obce Baugy. V římské době procházela Montreux důležitá vojenská cesta z Velkého Bernarda do Aventicum (Avenches) a Lausanne. Byly zde objeveny základy římské vily, která byla pravděpodobně obývána od 2. do 4. století. Z burgundského období pochází pohřebiště.
Ve středověku patřilo území Montreux původně opatství Saint-Maurice ve Valais, později však přešlo do rukou biskupa ze Sionu, který zde založil velkou farnost Montreux. Název města původně pochází z latinského slova monasterium (klášter). V roce 1295 připadlo území Girardovi z Oronu. V roce 1317 bylo rozdělení Montreux dokončeno, když páni z Oronu prodali jižní části (Les Planches a Veytaux) savojskému hraběti. Severní část (pozdější panství Le Châtelard) zůstala zpočátku v rukou pánů z Oronu jako savojské léno, ale později po sňatku přešla na rod La Sarraz.

Letecký pohled (1949)

Po dobytí Vaudu Bernem v roce 1536 přešly obě části pod správu panství Chillon, které bylo v roce 1735 přejmenováno na panství Vevey. Po pádu Staré konfederace patřily Le Châtelard, Les Planches a Veytaux v letech 1798–1803 v období helvétského soustátí ke kantonu Léman, který byl poté po vstupu v platnost Ústavy o zprostředkování sloučen s kantonem Vaud. V roce 1798 byly obce přiřazeny k okresu Vevey.
Ve druhé polovině 19. století se kolem Amiho Chessexe vytvořila síť, která měla rozhodující vliv na struktury cestovního ruchu na Vaudské riviéře. Chessex vybudoval hotelové impérium založené na svém velkolepém hotelovém komplexu v Territetu na břehu Ženevského jezera. Chessex byl obecním radním v Les Planches a poslancem kantonálního parlamentu Vaud. Byl také členem různých institucí, z nichž některé sám inicioval nebo založil a které měly zásadní význam pro rozvoj cestovního ruchu v regionu: Société d’Embellissement, Société d’Utilité Publique, Sociéte des Divertissements et Sports, Sdružení hoteliérů a Kursaalgesellschaft. V roce 1903 byl jedním ze zakladatelů Société Romande d’Electricité a v letech 1886–1889 předsedal Švýcarské asociaci hoteliérů. Přiženil se do rodiny hoteliérů Emeryů z Yverdon-les-Bains v kantonu Vaud. Jeho švagr Alexandre Emery převzal v roce 1882 hotel Du Cygne v Châtelardu (Montreux) a později také hotel Montreux Palace.
Montreux získalo určitý věhlas již v polovině 18. století díky pobytům Jeana-Jacquese Rousseaua a později lorda Byrona. Skutečný hospodářský vzestup nastal po roce 1850 díky zlepšení dopravního spojení a výstavbě mnoha hotelů, penzionů a sanatorií (pro plicní pacienty). Začaly se pořádat první významné kulturní akce, mezi něž patřil festival narcisů, který se konal v letech 1897 až 1957. Tento festival byl také předmětem prvního oficiálního vysílání Eurovize, které bylo odvysíláno 6. června 1954. Vrcholu jako turistická destinace dosáhl kolem roku 1910. Hotelnictví zažilo útlum během první světové války a později i během druhé světové války. Mnoho hotelů muselo být v těchto obdobích uzavřeno a některé byly přeměněny na bytové domy. Se zahájením nových festivalů, konkrétně Septembre Musical (od roku 1946) a Golden Rose Festival (od roku 1954), získalo Montreux opět mezinárodní renomé. V roce 1967 založil Claude Nobs, zaměstnanec turistické kanceláře, Montreux Jazz Festival, který každoročně přiláká 200 000 návštěvníků. V roce 1990 byla městu udělena Wakkerova cena za zachování turistické infrastruktury z 19. století.

## Obyvatelstvo
| Vývoj počtu obyvatel | Vývoj počtu obyvatel | Vývoj počtu obyvatel | Vývoj počtu obyvatel | Vývoj počtu obyvatel | Vývoj počtu obyvatel | Vývoj počtu obyvatel | Vývoj počtu obyvatel | Vývoj počtu obyvatel | Vývoj počtu obyvatel | Vývoj počtu obyvatel | Vývoj počtu obyvatel | Vývoj počtu obyvatel | Vývoj počtu obyvatel | Vývoj počtu obyvatel | Vývoj počtu obyvatel |
| -------------------- | -------------------- | -------------------- | -------------------- | -------------------- | -------------------- | -------------------- | -------------------- | -------------------- | -------------------- | -------------------- | -------------------- | -------------------- | -------------------- | -------------------- | -------------------- |
| Rok                  | 1764                 | 1798                 | 1850                 | 1900                 | 1910                 | 1920                 | 1930                 | 1941                 | 1950                 | 1960                 | 1970                 | 1980                 | 1990                 | 2000                 | 2010                 |
| Počet obyvatel       | 2103                 | 2527                 | 3181                 | 13 519               | 17 850               | 16 007               | 17 662               | 14 482               | 16 730               | 17 729               | 20 421               | 19 685               | 22 917               | 22 454               | 24 579               |

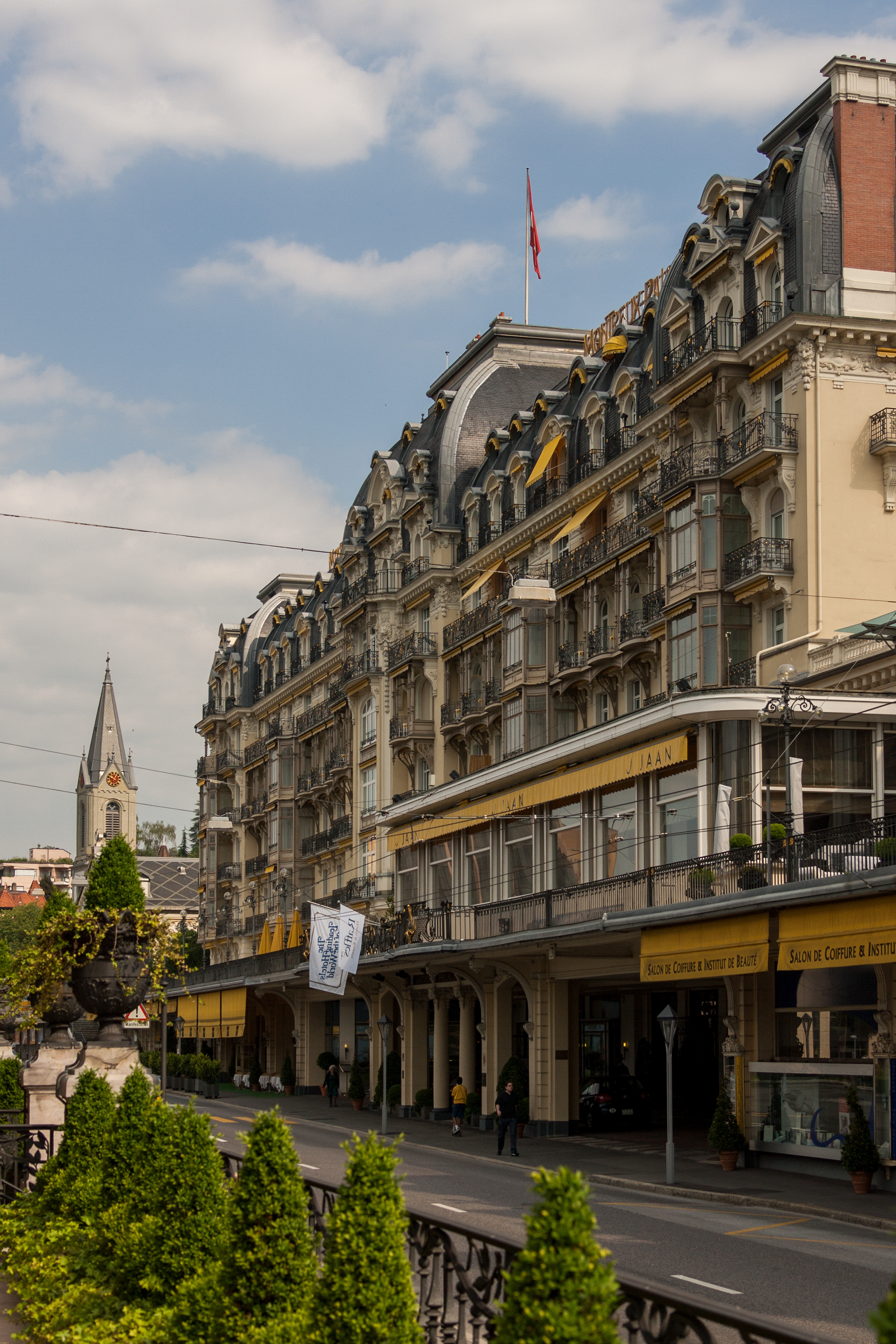
Montreux Palace

Montreux je s počtem obyvatel přibližně 26 tisíc třetím největším městem kantonu Vaud po Lausanne a Yverdon-les-Bains. Z celkového počtu obyvatel je 74,4 % francouzsky mluvících, 6,2 % německy mluvících a 4,0 % italsky mluvících (stav k roku 2000). Počet obyvatel Montreux prudce vzrostl zejména v letech 1850–1910 a poté vykazoval až do roku 1960 několik výkyvů. Od té doby počet obyvatel stále roste. Dnes se osídlená oblast Montreux plynule rozrůstá společně s okolními obcemi La Tour-de-Peilz, Blonay a Veytaux.

## Hospodářství

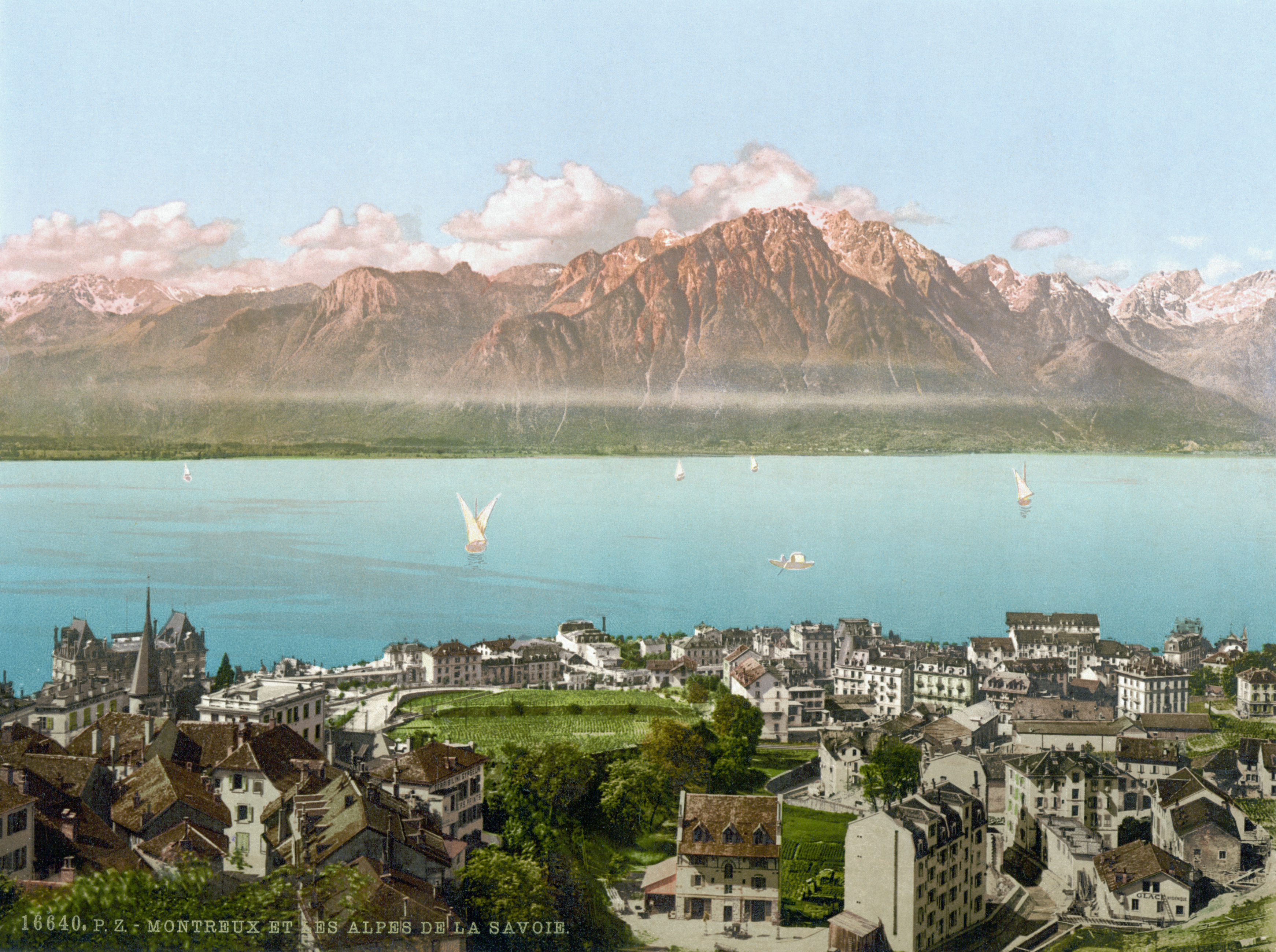
Montreux kolem roku 1900

Ekonomika Montreux se soustředí především na cestovní ruch. Město nabízí přibližně 9500 pracovních míst. Přibližně 1 % pracovní síly je zaměstnáno v primárním sektoru, 13 % v průmyslovém sektoru a 86 % v sektoru služeb.
Na optimálně osluněných svazích nad Clarensem a v okolí Chailly a Brentu se nachází četné malé vinice. Ve výše položených oblastech převažuje zemědělství, chov dojnic a chov dobytka. Na úpatí Alp se v Montreux již po staletí nacházejí rozsáhlé vysokohorské pastviny.
Industrializace proběhla v regionu ve druhé polovině 19. století. Montreux se nikdy nestalo skutečně průmyslovým městem, průmysl uspokojoval především potřeby turistů. Vznikaly zde především dřevozpracující firmy a výrobci exkluzivního nábytku, stříbrníci, klenotnický průmysl, potravinářský průmysl a průmysl luxusních potravin (čokoláda) a tiskařské firmy. Dodavatelé pro hotelový průmysl hrají i 21. století důležitou roli, vedle tiskařského a vydavatelského průmyslu a výroby laboratorních přístrojů a audiovizuální techniky.
Zaměstnanci v terciárním sektoru působí v hotelnictví a gastronomii, administrativě, bankovnictví a pojišťovnictví, vzdělávacích institucích a zdravotnictví. V Montreux se dvěma vysokohorskými středisky Glion a Caux se nachází řada soukromých klinik a domovů důchodců. V Caux sídlí od roku 1946 konferenční centrum pro morální obnovu.

## Kultura a turismus

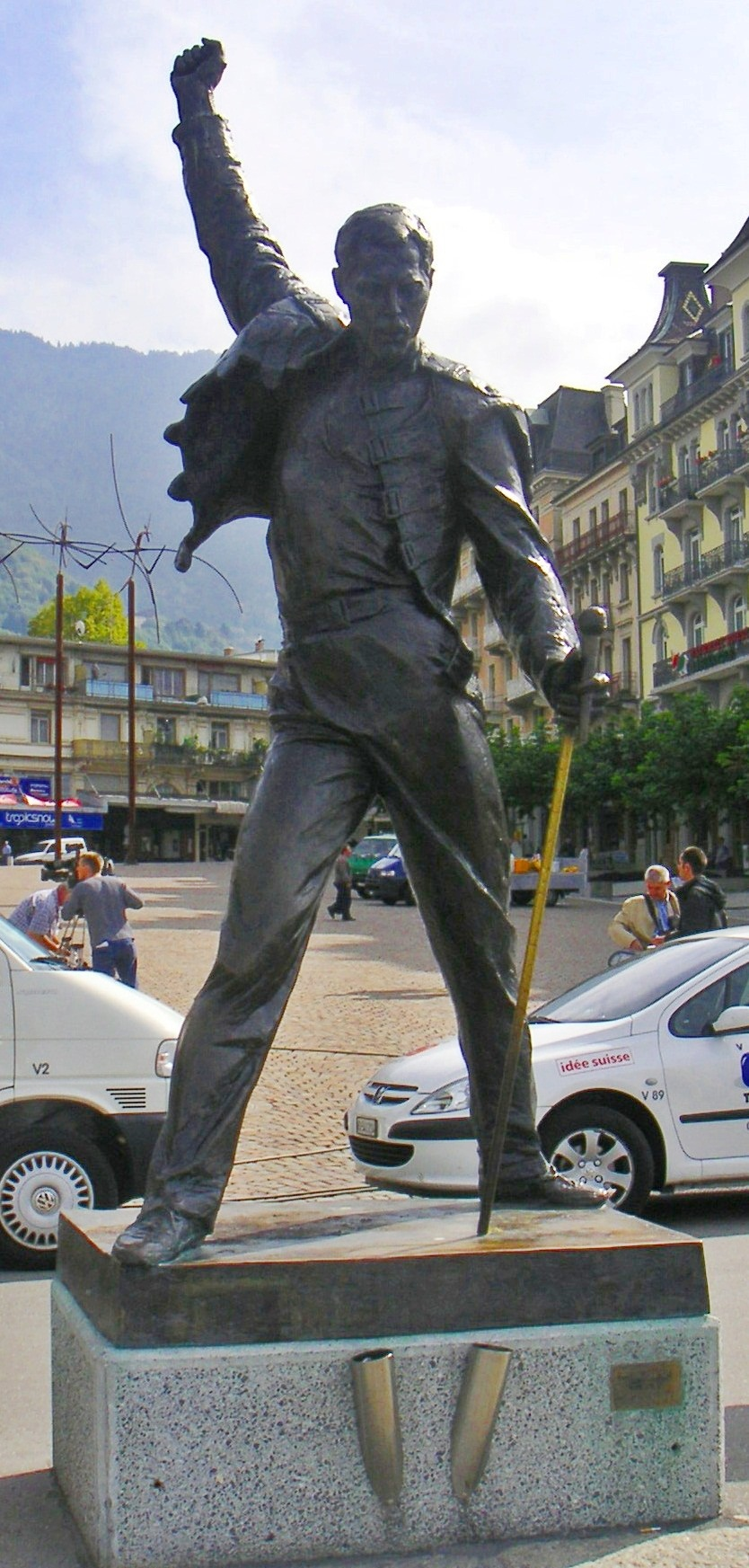
Socha Freddieho Mercuryho v Montreux

Montreux disponuje širokou nabídkou kulturních akcí, je lázeňským střediskem a má pověst města hudby. Nejznámějším festivalem je Montreux Jazz Festival, který se koná každoročně v červenci již od roku 1967. Koná se zde také Montreux Choral Festival a Nuits du Jazz de Chernex. V Montreux dlouhá léta působila skupina Queen, která od roku 1979 vlastnila nahrávací studia Montreux Mountain, jež od roku 1975 sídlila v nově postaveném kasinu. Požár kasina 4. prosince 1971 inspiroval skupinu Deep Purple k napsání celosvětového hitu Smoke on the Water. Deep Purple chtěli v sále kasina natočit svou poslední LP desku Machine Head v takzvaných živých podmínkách pomocí mobilního studia Rolling Stones a v sále byli jako hosté Zappova koncertu. Claude Nobs, spoluzakladatel a dlouholetý ředitel Montreux Jazz Festivalu, pro Deep Purple nejprve našel Le Pavillon pro nahrávání a právě zde vznikly základní stopy pro jejich nejslavnější píseň: „Ať už z toho budeme mít cokoli, vím, že na to nikdy nezapomeneme. Kouř na vodě, oheň na nebi.“, než se museli pro další nahrávání přesunout do prázdného Grand Hotelu. Do roku 1975 bylo kasino přestavěno. Freddie Mercury, zpěvák skupiny Queen, zde strávil několik posledních let svého života. Na jeho počest byl v roce 1996 na promenádě u břehu jezera postaven památník.
V letech 1954–2003 se v Montreux konal také mezinárodní televizní festival Rose d’Or (každoročně na jaře). Od roku 2004 se koná v Lucernu. Mezinárodní festival reklamy Zlatá cena Montreux, který byl pořádán v rámci Zlaté růže, se nadále koná v Montreux každý rok v dubnu.
Ve městě je několik muzeí, včetně Musée historique de Montreux et de sa région, které sídlí od roku 1920 ve skupině vinařských domů ve čtvrti Sâles, a Nouveau Musée Ruzo v Territetu. Maison Visinand slouží jako kulturní a volnočasové centrum.
Město je známé také promenádou při Ženevském jezeře a výhledy na okolní vinice a zasněžené vrcholky Savojských Alp. Zástavbu Montreux tvoří řada vil a hotelů, které připomínají francouzskou Riviéru. Většina staveb pochází z 19. a 20. století. K nejznámějším náleží hotel Montreux Palace z roku 1904, vila Karma postavená v letech 1904–1906 nebo zámek nad městem Chatelard, původně pevnost z roku 1476. Tři kilometry jihovýchodně od města se nachází královský vodní gotický hrad Chillon.

## Doprava

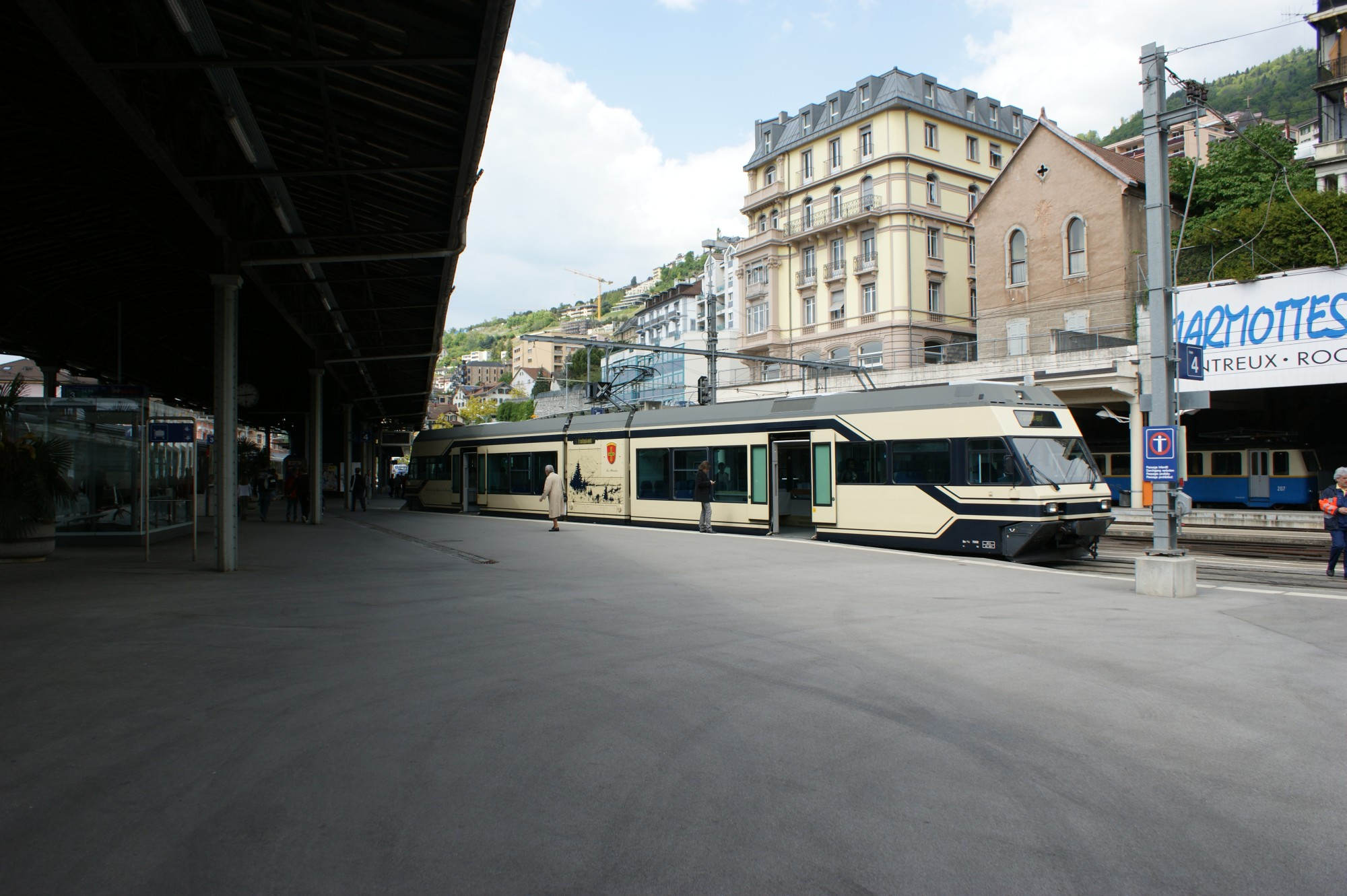
Vlak MVR ve stanici Montreux

Montreux má velmi dobré dopravní spojení. Leží na hlavní silnici č. 9, která vede z Lausanne podél břehu jezera přes Montreux do Valais. Nejbližší dálniční křižovatky k dálnici A9, která byla otevřena v roce 1970 a prochází městem, objíždí Montreux a Territet v tunelu Glion, se nacházejí nad Clarens (na severu) a u Villeneuve (na jihu).
Napojení na švýcarskou železniční síť bylo navázáno 2. dubna 1861, kdy byl otevřen úsek Lausanne–Villeneuve Simplonské trati do Sionu. Kromě nádraží v Montreux jsou další stanice v Clarens a Territet. Následovalo otevření lanové dráhy Territet–Glion v roce 1883 a v roce 1892 byla otevřena ozubnicová železnice z Glionu přes Caux na Rochers de Naye. Až 8. dubna 1909 byla prodloužena dolů do Montreux a 18. prosince 1901 byl zprovozněn také úsek Montreux – Les Avants dráhy Montreux-Berner Oberland-Bahn (MOB; francouzsky Chemin de fer Montreux-Oberland bernois). V roce 1910 byla konečně otevřena lanová dráha z Les Avants do Sonloupu. Dnes se na nádraží v Montreux setkávají železnice se třemi různými rozchody: standardní rozchod trati Švýcarských spolkových drah SBB, metrový rozchod dráhy MOB a úzký rozchod 800 mm trati Transports Montreux-Vevey-Riviera (MVR). Tato kombinace je ve Švýcarsku jedinečná. Tyto tři železnice obsluhují území obce Montreux celkem 30 železničními stanicemi a zastávkami.
Od roku 1888 vedla podél jezera tramvajová trať Vevey – Montreux – Chillon. Byla to první elektricky provozovaná dráha ve Švýcarsku a v roce 1957 ji nahradil trolejbus Vevey–Villeneuve. Další autobusové linky provozované společností Transports publics Vevey-Montreux-Chillon-Villeneuve (VMCV) obsluhují vesnice na svazích nad Montreux.
Městskou dopravu v současnosti zajišťují převážně trolejbusy propojené s městem Vevey. Historickou atrakcí jsou stále funkční lanovky na trase Territet–Glion a na trase Les Avants–Sonloup.

## Památky a turistické atrakce

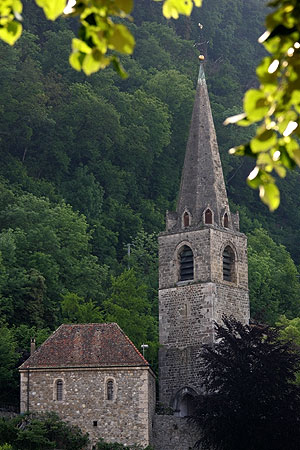
Kostel sv. Vincence s kostnicí

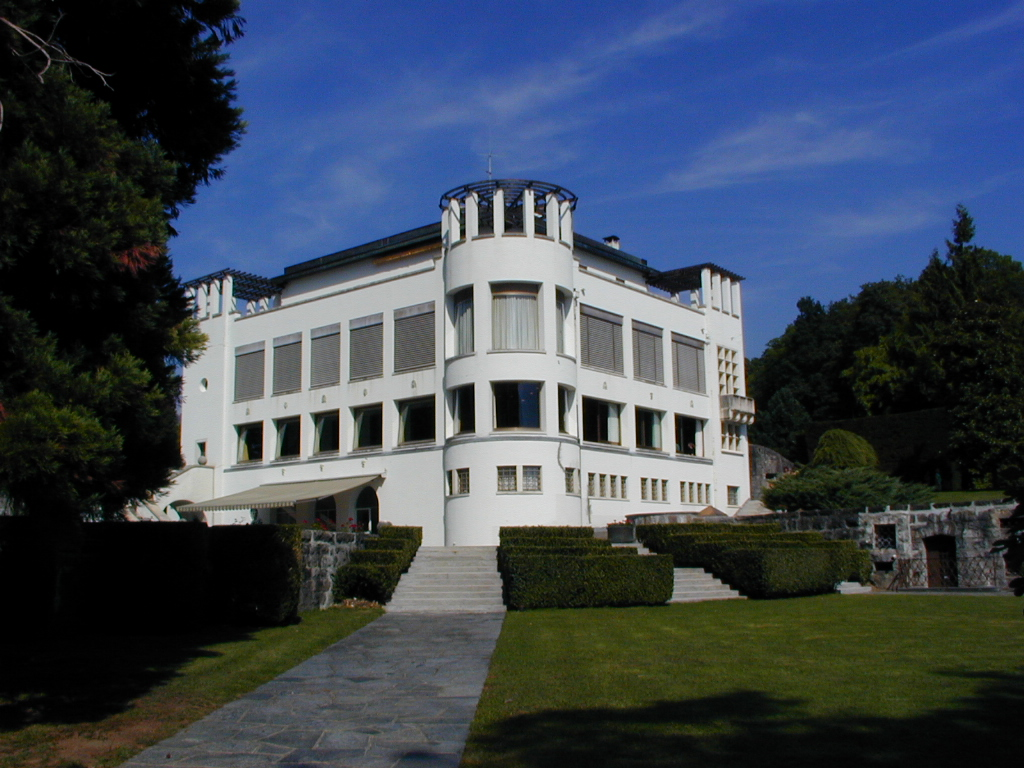
Villa Karma, projekt Adolf Loos, 1904

- Kostel sv. Vincence (Église Saint-Vincent) - nejstarší chrám ve městě, z merovejského období raného středověku, zásadně přestavěn v období gotiky (r. 1495 loď. z r. 1505 křížové klenby), slouží utrakvistům, před ním stojící kostnice je z pozdně gotického období
- Kostel sv. Jana Křtitele (Église Saint-Jean Baptiste)
- Katolický kostel Sacré-Cœur novorománská stavba
- Zámek Chatelard, nad městem, založen roku 1476, uvnitř muzeum
- Hotely a paláce - dvě desítky památkově  chráněných objektů šlechty a podnikatelů z období Nelle époque: například Hotel Eden Palace, Grand Hôtel des Narcisses, Hôtel Suisse et Majestic, Montreaux Palace (1904, arch. Eugene Jost), a jiné
- Villa Karma (v místní části Clarens), postavena v letech 1904–1906, navrhl ji Adolf Loos[8]
- Vlastní dům Adolfa Loose, ve vinici, ve svahu nad Clarens
- Marché - pavilón městské tržnice na nábřeží, hala s ocelovou konstrukcí na sloupech a s dřevěnými stěnami, kolem 1880; nyní místo multikulturních akcí
- Železniční nádraží
- Socha Freddieho Mercuryho - bronzová socha od sochařky Ireny Sedlecké z roku 1996, na nábřeží jezera v přístavu

## Muzea
- Queen: The Studio Experience - muzeum sídlí v nahrávacím studiu skupiny Queen, v zadním traktu budovy kasina Barriere
- Historické muzeum města a regionu Montreaux (Musée historique de Montreux et de sa région)
- Muzeum železniční dopravy kantonu Vaud, nacházející se na trati Blonay-Chamby nad Montreaux, uchovává historické lokomotivy a vagóny železniční i městské dopravy.

## Zajímavost
Montreux propagovali Deep Purple ve skladbě Smoke on the Water: líčí příhodu z roku 1971, kdy fanoušek Franka Zappy zapálil světlicí kasino v Montreux. Zničené kasino bylo opraveno a znovu otevřeno v roce 1975.

## Osobnosti
- Jean-Jacques Rousseau (1712–1778), švýcarský filosof a spisovatel
- Petr Iljič Čajkovskij (1840–1893), ruský hudební skladatel
- Sergej Alexandrovič Buturlin (1872–1938), ruský ornitolog
- Rainer Maria Rilke (1875–1926), český spisovatel
- Igor Stravinskij (1882–1971), ruský hudební skladatel
- Jean Villard Gilles (1895–1982), švýcarský zpěvák a skladatel
- A. J. Cronin (1896–1981), skotský spisovatel
- Vladimir Nabokov (1899–1977), rusko-americký romanopisec
- Paul-André Gaillard (* 1922), švýcarský skladatel a dirigent
- Emil Steinberger (* 1933), švýcarský komik, spisovatel a herec
- Claude Nobs (* 1939), zakladatel švýcarského jazzového festivalu v Montreux
- Luc Plamondon (* 1942), francouzsko-kanadský básník
- Freddie Mercury (1946–1991), britský hudebník
- Barbara Hendricks (* 1948), operní pěvkyně amerického původu
- Patrick Juvet (* 1950), švýcarský zpěvák a písničkář
- Bill Gates (* 1955), americký podnikatel
- Tony Lewis (* 1956), americký zpěvák-písničkář
- Shania Twain (* 1965), kanadská zpěvačka-písničkářka
- Laurent Dufaux (* 1969), švýcarský cyklista

## Partnerská města
- Wiesbaden, Německo, 1953
- Menton, Francie, 1953
- Čiba, Japonsko, 1996

### Audio
- DEEP PURPLE. Live at Montreux 2006: they all came down to Montreux [zvukový záznam]. [Česko]: Sony Music Entertainment Czech Republic, 2009. 1 zvuková deska. Příloha k časopisu Top Gear, 2012, č. 7.